# Grammoptera angustata
Grammoptera angustata är en skalbaggsart som beskrevs av Maurice Pic 1892. Grammoptera angustata ingår i släktet Grammoptera och familjen långhorningar. Inga underarter finns listade i Catalogue of Life.